# Brutus (film, 1911)
 (juillet 2025).
Pour les articles homonymes, voir Brutus.
Pour plus de détails, voir Fiche technique et Distribution.
Brutus (titre original : Bruto) est un film italien réalisé par Enrico Guazzoni, sorti en 1911.

## Synopsis
La vie de Marcus Junius Brutus, l'un des assassins de César.

## Fiche technique
- Titre original : Bruto
- Réalisation : Enrico Guazzoni
- Scénario : Enrico Guazzoni
- Histoire : William Shakespeare, d'après son œuvre Jules César (1623)
- Société de production : Società Italiana Cines
- Société de distribution : Società Italiana Cines
- Pays d'origine :  Royaume d'Italie
- Langue : italien
- Format : Noir et blanc – 1,33:1 – 35 mm – Muet
- Genre : drame historique
- Longueur de pellicule : 362 m
- Année : 1911
- Dates de sortie :
  -  Royaume d'Italie : octobre 1911
  -  France : 28 octobre 1911
  -  Royaume-Uni : novembre 1911
  -  Espagne : 6 novembre 1911
  -  Empire allemand : 18 novembre 1911
  -  États-Unis : 20 janvier 1912
- Autres titres connus :
  -  Royaume-Uni : Brutus
  -  États-Unis : Brutus

## Distribution
- Amleto Novelli : Brutus (Bruto)
- Gianna Terribili-Gonzales